# رودس
رودس (باليونانية: Ρόδος) هي جزيرة يونانية في البحر الأبيض المتوسط. تعرف الجزيرة تاريخياً بكونها موقع تواجد تمثال أبولو رودس سابقاً، وهو أحد عجائب الدنيا السبع. تقع بالقرب من الساحل الجنوبي لتركيا، في منتصف المسافة بين جزر اليونان الرئيسية و قبرص. تعد رودس أبعد الجزر الشرقية بالنسبة لليونان وبحر إيجة. تبعد عن غرب تركيا بحوالي 18 كلم. في عام 2001 بلغ عدد سكانها 117792 نسمة، منهم 55 إلى 60 ألف يعيشون في مدينة رودس.

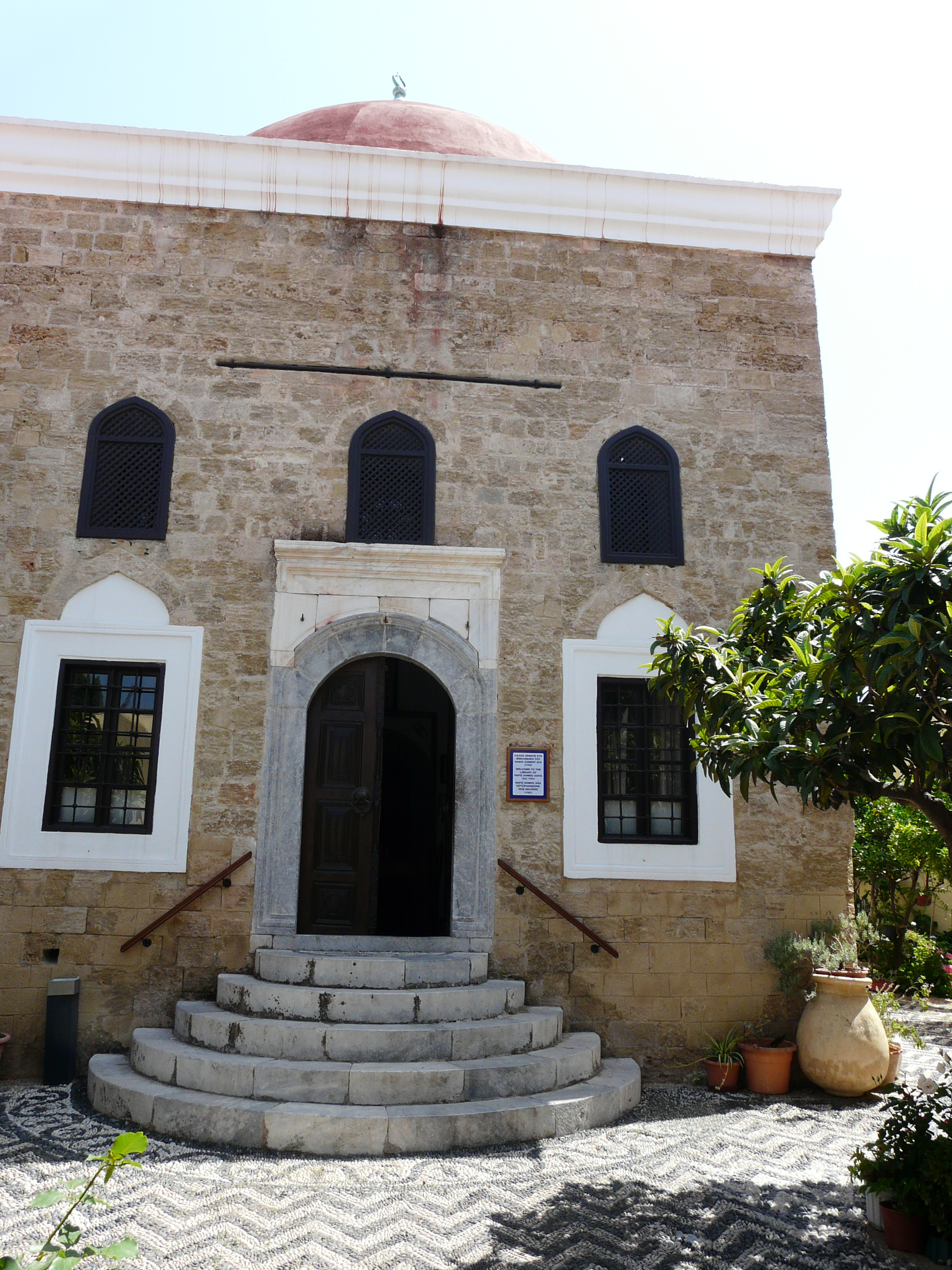
المكتبة الإسلامية القديمة أنشئت في القرن الثامن عشر الميلادي وتحوي بعض المخطوطات العربية والفارسية.

## تمثال رودس
في عام 280 ق. م كان بالجزيرة تمثال كبير من البرونز ليس موجود الآن بل بيع منذ زمن كقطع من المعادن والأشياء الثمينة وهو كان موجود في جزيرة رودس في اليونان حاليا وهو عبارة عن فارس يحمل مشعلاً باليد اليسرى وقوس ونشّاب في اليد الأُخرى مباعدا بين قدميه لتمر السفن البحرية بين قاعدتيه ارتفاع حوالي 50م. دُمر التمثال بعد 56 عاماً من زلزال أصاب المنطقة بكاملها عام 224 ق. م.
كان من داخل التمثال درج حلزوني من القاعدة إلى الرأس ويقال أن أهل الجزيرة كانوا يضعون النار في عيون التمثال لتهتدي السفن في البحر.
حاليا تعتبر جزيرة رودس أحد الجزر المهمة والسياحية الجيدة في بلاد اليونان.

## رودس تحت الحكم العثماني
كان الجيش الذي في جزيرة رودس مدعوماً من الكنيسة في روما ودائما ما كان يتعرض للسفن الإسلامية ويسلب محتوياتها. عندما تعرض مرة لإحدى سفن الحجاج وبعض السفن التجارية وقتل عددا من الركاب المسلمين عندها عزم الخليفة سليمان القانوني على فتح الجزيرة. عندما سمع أمير الجزيرة بالحملة التي يعدها سليمان القانوني عرض عليه دفع الجزية ليتمكن من طلب العون من أوروبا لكن الخليفة تنبه لهذا الأمر ورفض طلبه. عندما أبى رهبان الجزيرة تسليمها إلى العثمانيين، دكت المدفعية العثمانية جدران حصنها المنيع والذي كان يعد أحد أمنع الحصون في العالم في ذلك الحين، ويقال أن القوة البرية العثمانية حفرت ما يقارب 50 سرداباً تحت الحصن، وشنوا هجوما على المدينة من تحت الأرض، ولكن القوة المدافعة تفانت في الدفاع عن الجزيرة وصدت هذا الهجوم المفاجئ، كما دافعوا بكل قوة عن حصن جزيرتهم، ويروى أن نساء رودس كانت تعاون رجالها ورهبانها في الدفاع عن أسوار الجزيرة، ولما انقطعت الحلول من أمام رئيس الرهبان مع نفاذ مؤنته وذخيرته آثر التسليم في سنة 929 هـ.
بعد دخول السلطان العثماني سليمان القانوني رودس ظافرا، اختار كبار القساوسة وفرسانهم مغادرة الجزيرة، فاتجهوا إلى مالطا وأقاموا فيها (وعرفوا بـفرسان القديس يوحنا الأورشليمي أو فرسان مالطا)، وحاصرتها البحرية العثمانية في نهاية عهد القانوني ولكن دون أن تفلح في فتح الجزيرة بسبب دخول الحصار فترة الشتاء.